# 伝説の男 〜ビバ・ガッツ〜
「伝説の男 〜ビバ・ガッツ〜」（でんせつのおとこ 〜ビバ・ガッツ〜）は、はなわの2枚目のシングル。

## 概要
日本テレビ系「エンタの神様」で2003年10月から披露していたネタをCD化。ガッツ石松がテレビ番組に出演した際の発言をネタとしている。ジャケットにもガッツ石松が起用されている。
当曲のPVにはガッツ石松本人は一切登場せず、はなわが本物の猿達とバンドを結成するという内容になっている。また、原口あきまさ、前田健、ビックスモールンが猿の格好で出演している。
ガッツの言動はこの曲以前にも様々な著名人によってネタにされており、2002年には嘉門達夫がシングル『ガッツ石松伝説』を発売している。そのため「エンタの神様」で披露していた2003年秋には盗作疑惑がネット上で話題となる。はなわは同年11月21日に嘉門のホームページの掲示板にこの事実を知らなかった事と謝罪を綴った。その後はなわが嘉門と対面し直接謝罪し、「ガッツさんのネタだから、おれに謝ることないよ」と語りかけられ和解し、今後に向けてのアドバイスも受けた事が翌年に報じられた。
はなわの公式YouTubeチャンネル「はなわチャンネル」では、ガッツの目の前でこの曲を歌う動画が2020年1月30日に配信された。
2013年シーズンよりプロ野球福岡ソフトバンクホークスの応援団が関東地区限定のチャンステーマとして使用している。

## 収録曲
全作詞・作曲：はなわ
1. 伝説の男 〜ビバ・ガッツ〜 [12:57]
編曲：成田忍
2. この夏はバナナ [2:51]
編曲：小林俊太郎
3. 伝説の男 〜ビバ・ガッツ〜（メディアエディットバージョン） [5:24]
4. 伝説の男 〜ビバ・ガッツ〜（メディアエディットバージョン）（カラオケ） [5:23]
5. この夏はバナナ（カラオケ） [2:49]